# Suzanne (voornaam)
Suzanne is een meisjesnaam. De naam is, evenals de variant Susan, afgeleid van het Hebreeuws שׁוֹשַׁנָּה (Shoshannah): lelie en het Egyptische sšn: lotusbloem.

## Bekende naamdragers
- Suzanne Dekker, Nederlands Kamerlid voor D66 (1981-1982)
- Suzanne Dekker, Nederlandse kunstenares en radiopresentatrice
- Suzanne Hazenberg, Nederlandse (scenario)schrijfster
- Suzanne de Jong, Nederlandse presentatrice bij Veronica
- Suzanne Juchtmans, Vlaamse actrice
- Suzanne Klemann, Nederlandse zangeres
- Suzanne Lenglen, Franse tennisspeelster, winnares van 34 grandslamtitels
- Suzanne Lilar, (Franstalig) Belgische schrijfster
- Suzanne Manet, Nederlandse pianiste en echtgenote van de schilder Édouard Manet
- Suzanne Plesman, voormalig Nederlands hockeyinternational
- Suzanne Römer, voormalig premier van de Nederlandse Antillen
- Suzanne Schulting, eerste Nederlandse olympisch goudenmedaillewinnaar in het shorttrack
- Suzanne Valadon, Franse postimpressionistische kunstschilderes
- Suzanne Vega, Amerikaanse zangeres en songwriter

## Muziek
- Suzanne, lied van Leonard Cohen
- Suzanne, Nederlandstalige versie van bovenstaand lied, gezongen door Herman van Veen
- Suzanne, lied van VOF de Kunst

## Overige
- Suzanne-met-de-mooie-ogen, sierplant